# 120 (عدد)
120 (مائة وعشرون) هو عدد طبيعي موجب زوجي يقع ما بين 119 و121.

## في الرياضيات
- العدد 120 عدد هرمي ثلاثي.
- العدد 120 عدد مسدسي. وهو كذلك عدد واحد وأربعوني الأضلاع.
- العدد 120 عدد سعيد.
- العدد 120 عدد عاملي: :{\displaystyle 5!=5\times 4\times 3\times 2\times 1=120\ }
- يقبل القسمة على 16 رقمًا، وهو أصغر عدد يقبل القسمة على هذا العدد من الأرقام.
- هو حاصل عددان أوليان توأم ({\displaystyle 120=61+59}).
- هو حاصل جمع أربع أعداد أولية متوالية ({\displaystyle 120=37+31+29+23}).
- هو حاصل أربع أعداد من قوى العدد اثنين ({\displaystyle 120=64+32+16+8=2^{6}+2^{5}+2^{4}+2^{3}}).
- هو حاصل أربع أعداد من قوى العدد ثلاثة ({\displaystyle 120=81+27+9+3=3^{4}+3^{3}+3^{2}+3^{1}}).
- هو حاصل جمع 13 (من بين 19) زوجًا من الأعداد الأولية التي تقل عنه (مثل {\displaystyle 120=97+23})

## في المجالات الأخرى
- العدد 120 هو عدد دقائق مدة مباراة كرة قدم القصوى بعد اعتبار الوقت الإضافي.